# Theorie van de Morele Gevoelens
Theorie van de Morele Gevoelens (originele Engelse titel: The Theory of Moral Sentiments) is een filosofisch boek van Adam Smith, dat in 1759 werd gepubliceerd. Het werk verschafte  de ethische, filosofische, psychologische, en methodologische onderbouwing van Smiths latere werken, met inbegrip van de The Wealth of Nations (1776), A Treatise on Public Opulence (1764) (voor het eerst gepubliceerd in 1937), Essays on Philosophical Subjects (1795) en Lectures on Justice, Police, Revenue, and Arms (1763) (voor het eerst gepubliceerd in 1896). De (eerste) Nederlandse vertaling is pas van 2018. 

## Achtergrond
Adam Smith was een kenmerkend vertegenwoordiger van de Schotse verlichting. The Theory of Moral Sentiments was bedoeld als eerste deel van een drieluik.  Dit eerste deel handelde over morality (ethiek), waar het tweede deel (The Wealth of Nations) (1776) en het derde deel respectievelijk over prudence (wijsheid of bedachtzaamheid) en justice (rechtvaardigheid) zouden gaan. Het derde deel is echter nooit verschenen. Smith had de voorbereidende aantekeningen naar verluidt wel min of meer klaar liggen, maar hij kreeg geen tijd meer deze in boekvorm uit te werken. Kort voor zijn dood liet hij ze verbranden.  
In de Theory of the Moral Sentiments probeert Smith te verkennen aan welke emoties een mens onderhevig is, hoe deze emoties zich tot elkaar verhouden en hoe men deze emoties kan categoriseren. De redenen dat hij dit doet is dat hij wil onderzoeken hoe deze emoties een rol spelen in het tot stand komen van onze morele oordelen.

## The Theory of Moral Sentiments: de vierde editie
Bestaat uit 6 delen:
- Deel I: Over de correctheid van ons handelen
- Deel II: Over verdiensten en tekortkomingen; of over de objecten van beloning en straf
- Deel III: Over de grondslagen van onze oordelen over onze eigen gevoelens en gedrag en over het plichtsbesef.
- Deel IV: Over het effect van nut op gevoelens van goedkeuring.
- Deel V: Over de invloed van gebruiken en mode op de gevoelens van morele goed- en afkeuring.
- Deel VI: Over systemen in de moraalfilosofie

## Nederlandse vertalingen
- Theorie van de Morele Gevoelens, vertaling Ad Marijs, 2018. ISBN 9789490957131
- De theorie over morele gevoelens, vertaling en annotaties W.F. Visser, inleiding J. Veenbaas, 2020. ISBN 9789058758484